# Landesfürsorgeheim Glückstadt
Das Landesfürsorgeheim Glückstadt war eine Einrichtung für die Heimerziehung von 1949 bis 1974. Das Gebäude befand sich Am Jungfernstieg in Glückstadt im Kreis Steinburg des Bundeslandes Schleswig-Holstein. Zuvor wurde die Einrichtung unter anderem als frühes Konzentrationslager und Arbeitsanstalt genutzt.

## Geschichte
Ursprünglich handelte es sich um ein dänisches Militärdepot, dass im 18. Jahrhundert erbaut und eingerichtet wurde. Im 19. Jahrhundert diente der Bau als Zuchthaus. Ab 1875 wurde der Bau als „Provinzial-Korrektionsanstalt für die Provinz Schleswig-Holstein“ genutzt, von 1925 an wurde er als „Landesarbeitsanstalt“ geführt.

### Frühes Konzentrationslager
Nach der Machtübergabe an die Nationalsozialisten diente der Bau ab April 1933 als Arbeitslager für politische Häftlinge aus Schleswig-Holstein und Hamburg. In diesem frühen Konzentrationslager wurden zunächst 150 politische Gegner des Polizeipräsidiums Altona im Rahmen der Schutzhaft willkürlich inhaftiert und durch Polizeibeamte und Hilfspolizisten von der SA bewacht. Die „Schutzhäftlinge“ wurden von den Arbeitshaushäftlingen separiert und waren in einem eigenen Stockwerk untergebracht. Sie trugen jedoch die gleiche Kleidung und verrichteten neben Tätigkeiten in der Landwirtschaft teils dieselben Arbeiten (u. a. auch Tütenkleben und Herstellung von Fußmatten). Im Gegensatz zu anderen frühen Konzentrationslagern kam es in Glückstadt nur sehr selten zu Repressalien und Misshandlungen. Die meisten Schutzhäftlinge wurden Weihnachten 1933 entlassen. Ab Juni 1933 wurden gruppenweise Häftlinge in die Emslandlager, das KZ Oranienburg und in das KZ Kuhlen verlegt. Insgesamt durchliefen 731 Schutzhäftlinge das Lager. Am 26. Februar 1934 wurde das Lager Glückstadt durch den örtlich zuständigen Landrat aufgelöst.

„Parole Glückstadt! Den neun roten Genossen, die am Donnerstag zu einem Kuraufenthalt in das Konzentrationslager nach Glückstadt gebracht worden waren, sind heute zwei weitere Marxisten gefolgt. Es handelt sich um den erst kürzlich wieder in Haft genommenen Antifa-Führer Verwiebe und den Kommunisten Leipnitz.“

### Zweiter Weltkrieg und Nachkriegszeit
Während des Zweiten Weltkrieges waren in dem Gebäudekomplex auch NS-Zwangsarbeiter untergebracht. Ab 1943 wurde das Gebäude zudem als Arbeitserziehungslager für die Unterbringung von Fürsorgezöglingen genutzt.
Von 1945 bis 1949 wurde der Bau als Lazarett verwendet.

### Landesfürsorgeheim
Ab 1949 wurde die Einrichtung als Landesfürsorgeheim Glückstadt geführt. Bereits während der NS-Zeit in dem KZ und später Arbeitshaus tätige SA-Leute und Hilfspolizisten erhielten Anstellungen als Erzieher im Landesfürsorgeheim Glückstadt. Neben jugendlichen Delinquenten wurden auch nicht straffällig gewordene Jugendliche aufgrund unangepassten Verhaltens infolge staatlicher Fürsorgemaßnahmen in die Einrichtung eingewiesen. Das Heim beherbergte zeitweise 160 Jugendliche. Bekanntester Insasse war Peter-Jürgen Boock, der sich später der Rote Armee Fraktion anschloss. Den Angaben eines ehemaligen Insassen zufolge mussten die Jugendlichen nach ihrer Einlieferung in die Einrichtung ihre persönliche Habe abgeben und wurden mit einem Drillichanzug, Unterwäsche, Hemd und Holzlatschen eingekleidet.
Die Insassen mussten sechs Tage die Woche von morgens bis abends unbezahlten Arbeitsdienst leisten, unter anderem durch Knüpfen von Fischernetzen, Schlossereiarbeiten und mittels Gartenpflege. Die Arbeitskraft der Jugendlichen wurde auch durch die Kommune (Pflege des Friedhofs, des Freibades und von Parks) und durch lokale Betriebe sowie Landwirte genutzt. Über das Heim wird von ehemaligen Insassen von Misshandlungen und sexuellen Missbrauch berichtet. Renitente Jugendliche wurden im Keller in einer Einzelzelle, im Insassenjargon Box genannt, eingesperrt. Ein ehemaliger Insasse berichtet, dass er dort auf einer „Matratze mit Reichsadler und Hakenkreuz“ schlafen musste. Ebenso stammte die Kleidung der isolierten Häftlinge noch aus der NS-Zeit: Einem entlassenen Jugendlichen gelang es ein Fischerhemd aus dem Heim zu schmuggeln, das noch den Aufdruck Außenkommando Glückstadt trug. Auf der Karteikarte eines Insassen des Landesfürsorgeheims war das Wort Arbeitserziehungsanstalt durchgestrichen und es wurde stattdessen Landesfürsorgeheim draufgeschrieben. Als Einweisungsgrund wurde auf der Karteikarte vermerkt: „asozial, kriminell – kann sich der Gesellschaft nicht anpassen“.
Vom 7. auf den 8. Mai 1969 gab es eine Revolte unter den Bewohnern. Bettlaken und Matratzen wurden in Brand gesteckt. Der Aufstand wurde niedergeschlagen. Neues Deutschland berichtet, dass laut Zeugen an der Niederschlagung Marinesoldaten der Bundeswehr beteiligt gewesen seien.
Die Einrichtung wurde „als letzte Einrichtung dieser Art in der Bundesrepublik“ am 31. Dezember 1974 geschlossen.
Das Gebäude wurde 1979/80 abgerissen.

## Aufarbeitung

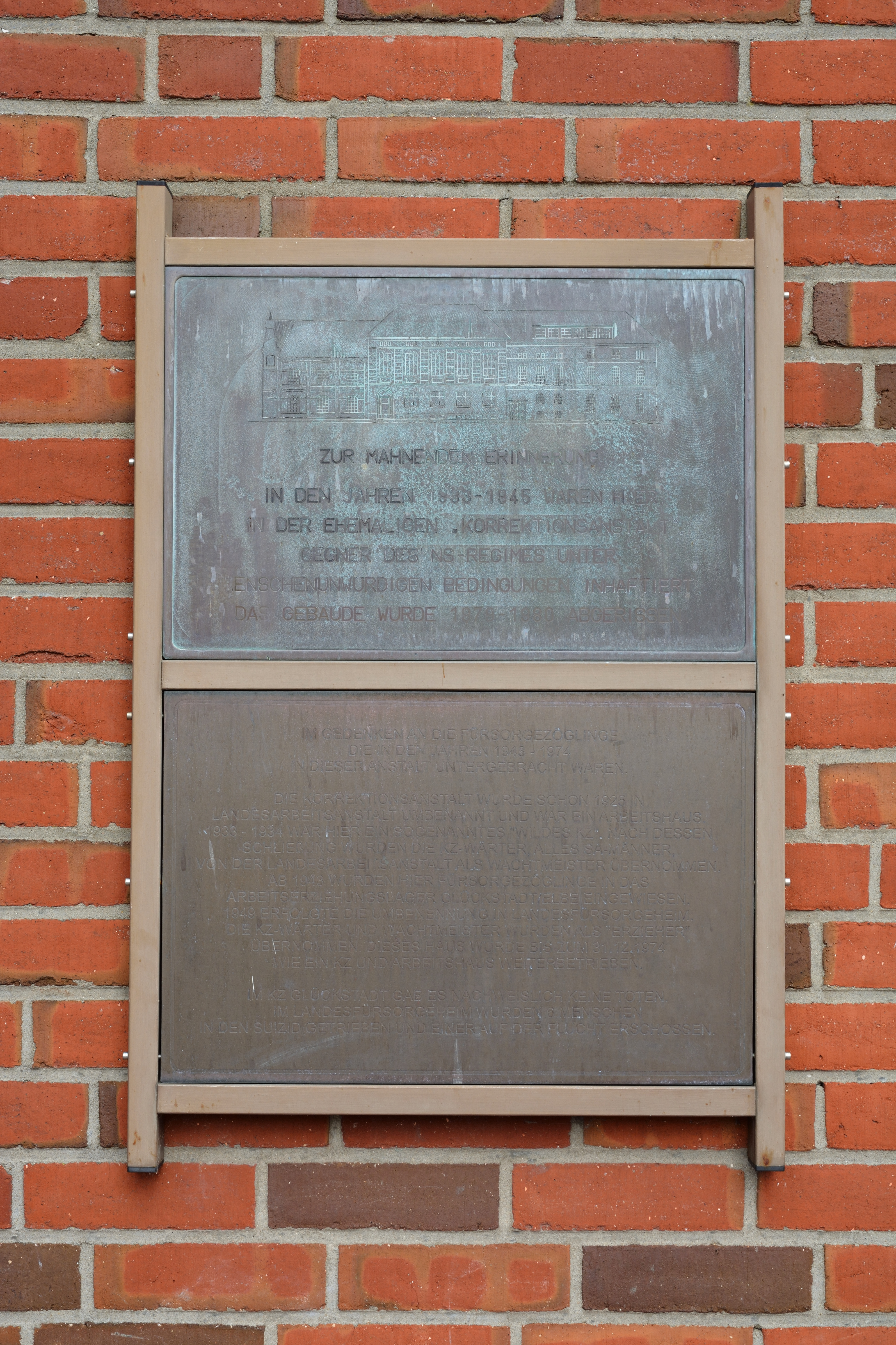
Gedenktafeln (Stand 2021)

Am ehemaligen Lagerort erinnert seit dem 16. Dezember 1991 eine Gedenktafel an das frühe Konzentrationslager.
Im Januar 2007 lud Gitta Trauernicht zu einem Runden Tisch über das Landesfürsorgeheim Glückstadt ein.
2010 gab es eine Ausstellung zum Landesfürsorgeheim Glückstadt.
Am 22. Mai 2011 wurde eine Heimkinder-Gedenktafel angebracht.

### Text der oberen Gedenktafel
| ZUR MAHNENDEN ERINNERUNG IN DEN JAHREN 1933 - 1945 WAREN HIER, IN DER EHEMALIGEN „KORREKTIONSANSTALT“, GEGNER DES NS-REGIMES UNTER MENSCHENUNWÜRDIGEN BEDINGUNGEN INHAFTIERT. DAS GEBÄUDE WURDE 1979 - 1980 ABGERISSEN. |

### Text der unteren Gedenktafel
| IM GEDENKEN AN DIE FÜRSORGEZÖGLINGE DIE IN DEN JAHREN 1943 - 1974 IN DIESER ANSTALT UNTEREGEBRACHT WAREN. DIE KORREKTIONSANSTALT WURDE SCHON 1925 IN LANDESARBEITSANSTALT UMBENANNT UND WAR EIN ARBEITSHAUS. 1933 - 1934 WAR HIER EIN SOGENANNTES „WILDES KZ“. NACH DESSEN SCHIEßUNG WURDEN DIE KZ-WÄRTER, ALLES SA-MÄNNER, VON DER LANDESARBEITSANSTALT ALS WACHTMEISTER ÜBERNOMMEN. AB 1943 WURDEN HIER FÜRSORGEZÖGLINGE IN DAS ARBEITSERZIEHUNGSLAGER GLÜCKSTADT/ELBE EINGEWIESEN. 1949 ERFOLGTE DIE UMBENENNUNG IN LANDESFÜRSORGEHEIM. DIE KZ-WÄRTER UND WACHTMEISTER WURDEN ALS „ERZIEHER“ ÜBERNOMMEN. DIESES HAUS WURDE BIS ZUM 31.12.1974 WIE EIN KZ UND ARBEITSHAUS WEITERBETRIEBEN. IM KZ GLÜCKSTADT GAB ES NACHWEISLICH KEINE TOTEN. IM LANDESFÜRSORGEHEIM WURDEN 6 MENSCHEN IN DEN SUIZID GETRIEBEN UND EINER WURDE AUF DER FLUCHT ERSCHOSSEN. |